# Dik Brouwer de Koning
Dirk (Dik) Brouwer de Koning (Rotterdam, 24 september 1932 – Hazerswoude-Rijndijk, 8 september 2022) was een Nederlands politicus van de CHU en later het CDA.

## Biografie
Brouwer de Koning werd geboren in de Rotterdamse wijk Vreewijk en in 1953 ging hij werken op de afdeling correspondentie van het gemeentelijk energiebedrijf (GEB) van Rotterdam. Een jaar later maakte hij de overstap naar de gemeentesecretarie van Rotterdam waar hij werkzaam was op de afdeling onderwijs en volksontwikkeling. In 1956 ging Brouwer de Koning als adjunct-commies werken bij de gemeentesecretarie van Mijnsheerenland. Hij was hoofdcommies-comptabele en chef van de afdeling financiën van de secretarie van Mijnsheerenland en Westmaas voor hij in mei 1972 benoemd werd tot burgemeester van Woubrugge. Op 1 januari 1991 was er een gemeentelijke herindeling in Zuid-Holland waarbij de Woubrugge fuseerde met Rijnsaterwoude en Leimuiden tot de nieuwe gemeente Jacobswoude waarvan hij toen de burgemeester werd. In april 1992 ging hij daar vervroegd met pensioen.
Brouwer de Koning overleed op 89-jarige leeftijd.